# Victoria Cup 2019
La Victoria Cup del 2019 fue la 3.ª edición del torneo de selecciones de rugby celebrado del 22 de junio al 21 de septiembre de 2019.
En esta oportunidad participaron 4 selecciones por el estreno de Zambia en la competición y se disputó en el todos contra todos a 2 rondas.
Este campeonato junto con el West Africa Series 2019 se organizaron para que las selecciones africanas tuvieran competencia luego de la suspensión de los torneos de la Africa Cup en 2019.

## Equipos participantes
- Selección de rugby de Kenia (Simbas)
- Selección de rugby de Uganda (The Rugby Cranes)
- Selección de rugby de Zambia
- Selección de rugby de Zimbabue (Sables)

## Posiciones
| Pos. | Equipo   | Encuentros | Encuentros | Encuentros | Encuentros | Tantos | Tantos | Tantos | Puntos Bonus | Puntos Totales |
| Pos. | Equipo   | J          | G          | E          | P          | F      | C      | Dif.   | Puntos Bonus | Puntos Totales |
| ---- | -------- | ---------- | ---------- | ---------- | ---------- | ------ | ------ | ------ | ------------ | -------------- |
| 1    | Zimbabue | 6          | 5          | 0          | 1          | 187    | 132    | + 55   | 5            | 25             |
| 2    | Kenia    | 6          | 4          | 0          | 2          | 168    | 104    | + 64   | 6            | 22             |
| 3    | Uganda   | 6          | 3          | 0          | 3          | 146    | 140    | + 6    | 6            | 18             |
| 4    | Zambia   | 6          | 0          | 0          | 6          | 102    | 227    | - 125  | 1            | 1              |

Nota: Se otorgan 4 puntos al equipo que gane un partido y 2 al que empate
Puntos Bonus: 1 punto por convertir 4 tries o más en un partido y 1 al equipo que pierda por no más de 7 tantos de diferencia

## Resultados
| 22 de junio | Kenia | 13 - 16 | Uganda | Mamboleo Showground, Kisumu |  |
|             |       | Reporte |        |                             |  |

| 13 de julio | Uganda | 5 - 16  | Kenia | Kyadondo RFC, Kampala |  |
|             |        | Reporte |       |                       |  |

| 13 de julio | Zimbabue | 39 - 10 | Zambia | Harare Sports Club, Harare |  |
|             |          | Reporte |        |                            |  |

| 27 de julio | Uganda | 26 - 31 | Zimbabue | Legends RC, Kampala |  |
|             |        | Reporte |          |                     |  |

| 27 de julio | Zambia | 23 - 43 | Kenia | Diggers Rugby Club, Kitwe     |                               |
|             |        | Reporte |       | Asistencia: 3500 espectadores | Asistencia: 3500 espectadores |

| 3 de agosto | Zimbabue | 30 - 29 | Kenia | Hartsfield, Bulawayo          |                               |
|             |          | Reporte |       | Asistencia: 2500 espectadores | Asistencia: 2500 espectadores |

| 17 de agosto | Uganda | 38 - 22 | Zambia | Kyadondo RFC, Kampala |  |
|              |        | Reporte |        |                       |  |

| 24 de agosto | Kenia | 31 - 16 | Zambia | RFUEA Grounds, Nairobi |  |
|              |       | Reporte |        |                        |  |

| 24 de agosto | Zimbabue | 32 - 26 | Uganda | Harare Sports Club, Harare |  |
|              |          | Reporte |        |                            |  |

| 31 de agosto | Zambia | 28 - 35 | Uganda | Chester Dean Arena, Lusaka |  |
|              |        | Reporte |        |                            |  |

| 14 de septiembre | Zambia | 5 - 41  | Zimbabue | Chester Dean Arena, Lusaka |  |
|                  |        | Reporte |          |                            |  |

| 21 de septiembre | Kenia | 36 - 14 | Zimbabue | NAC Grounds, Nairobi |  |
|                  |       | Reporte |          |                      |  |

| Bandera de Zimbabue |
| Campeón Zimbabue    |
| Segundo título      |